# 미티아 가스파리니
미티아 가스파리니(슬로베니아어: Mitja Gasparini, 1984년 6월 26일~)는 슬로베니아의 전직 배구 선수로 현역 시절 포지션은 라이트이다.

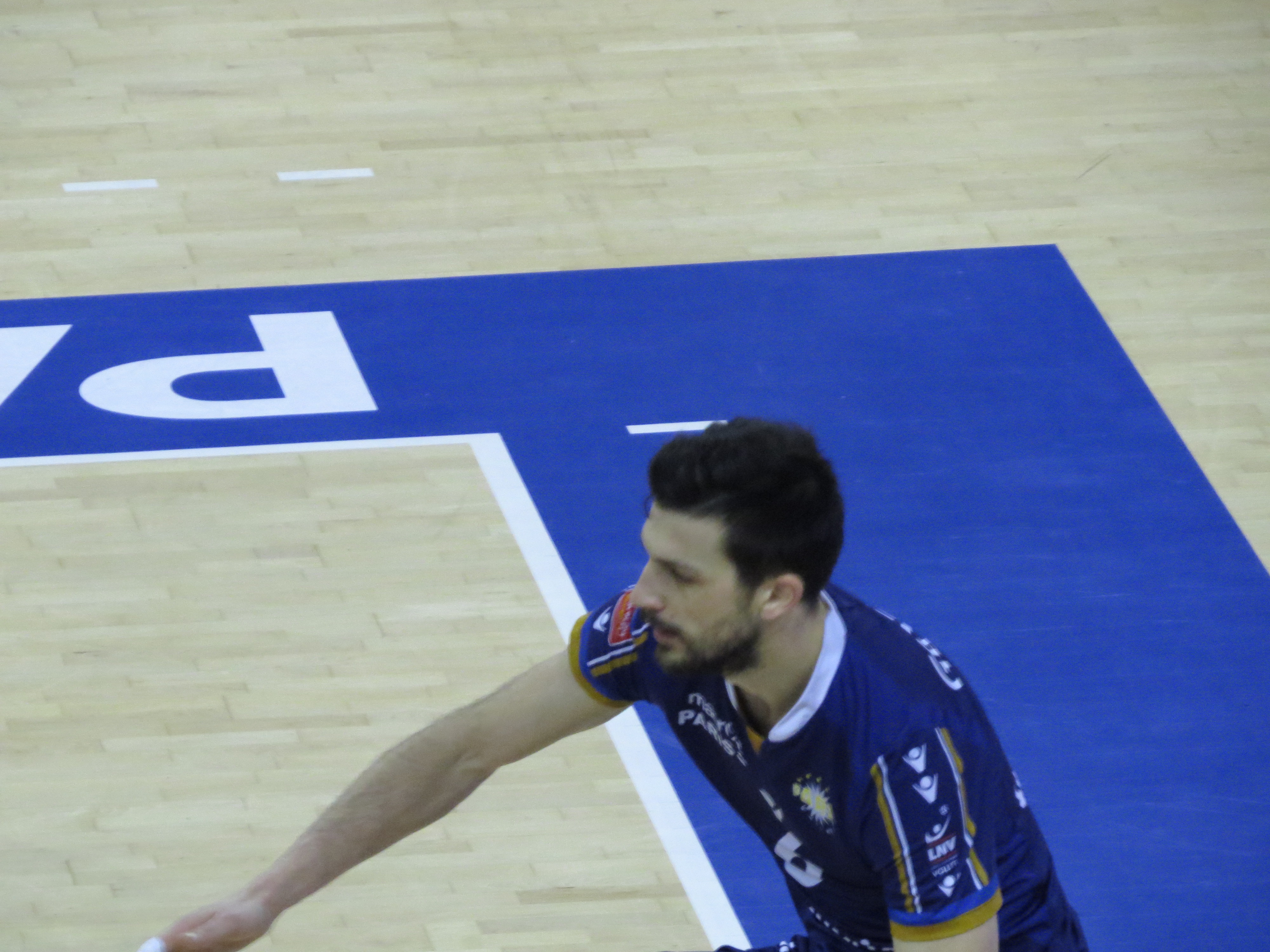
2016년 파리 볼리와 툴루즈 볼리의 경기 당시의 가스파리니

## 국가대표팀 경력
가스파리니는 2005년부터 슬로베니아 대표팀에서 뛰기 시작했다. 2011년 슬로바키아에서 열린 유러피언리그에서 동메달을 획득했고, 2015년 유러피언리그에서 슬로베니아의 첫 우승에 기여했다.
2015년 10월에는 안드레아 자니가 이끄는 슬로베니아 대표팀에 합류하여 불가리아와 이탈리아에서 열린 2015년 유럽 선수권 대회에서 은메달을 획득했으며, 2018년에는 슬로베니아 배구 역사상 처음으로 세계 선수권 대회에 출전해 12위에 올랐다.
2019년에는 프랑스, 벨기에, 네덜란드가 공동 개최한 유럽 선수권 대회에 슬로베니아 국가대표로 참가하여 은메달을 획득했다. 이후 2021년에 네이션스리그에 참가하여 4위를 했다. 이 대회 이후 국가대표팀 은퇴를 선언했으나 이듬해인 2022년에 잠시 복귀하여 세계 선수권 대회에서 4위에 올랐다.